# Бамум (язык)
Язык бамум (Shüpamom /ʃy.paˑ.mɔm/, «язык бамум») — язык бенуэ-конголезской семьи, распространён в Камеруне, число носителей — около 215000 человек. Язык был распространён в ныне исчезнувшем султанате Бамум. В начале XX в. для данного языка султан Нджойя создал оригинальную письменность а-ка-у-ку, которая позднее была запрещена французскими колонизаторами и вышла из употребления. Данную письменность не следует путать с другим изобретением Нджойи, искусственным языком шюмом (Shümom), который до сих пор используется как второй язык многими людьми; радио региона Бамум ведёт на нём передачи, в том числе уроки языка.